# Museu Benfica - Cosme Damião
O Museu Benfica – Cosme Damião é um museu dedicado à história do Sport Lisboa e Benfica, da cidade de Lisboa e do mundo e está situado no exterior do Estádio da Luz, em Lisboa, Portugal.
O museu, nomeado em memória de Cosme Damião, foi inaugurado em 26 de julho de 2013, sob a presidência de Luís Filipe Vieira e aberto ao público três dias depois, a 29 de julho, um ano e três meses após a sua construção inicial.
O edifício, com uma área de 4.000 metros quadrados, tem três pisos acompanhados por uma enorme vitrina que exibe cerca de 500 troféus. O museu está dividido em 29 áreas temáticas e contém, no total, cerca de 1.000 troféus conquistados pelas diferentes modalidades do clube, e uma coleção superior a 30.000 peças (de todo o tipo), bem como documentos e audiovisual referentes à história do Benfica, inseridos no contexto sociocultural de Portugal (Terramoto de 1755, Revolução dos Cravos) e do Mundo (O Homem na Lua). O museu tem à disposição vários ecrãs táteis com informação sobre jogadores, equipas, jogos, etc, e um holograma do Eusébio. Há ainda um espaço dedicado aos adeptos do clube – "Viagem ao Coração Benfiquista" – onde estão expostas as suas fotos, em repetição, e nesse sítio existe uma plataforma elevatória rodeada por 120 televisores que mostram celebrações benfiquistas. É, no fundo, um vídeo wall, em que é possível ter uma experiência/simulação do ambiente do Estádio da Luz. Por fim, na cúpula geodésica do museu, é apresentado um filme de 18 minutos sobre a história secular do Benfica.
O museu tem uma média de quase 10 mil visitantes por mês.[carece de fontes?]
Em dezembro de 2014, o museu foi distinguido com o Prémio Museu Português 2014, atribuído pela Associação Portuguesa de Museologia.